# William Russell Fansher
Pour les articles homonymes, voir Fansher.
William Russell Fansher, né le 26 février 1876 et mort le 28 février 1957, est un fermier et homme politique canadien de la Saskatchewan. Il représente la circonscription de Last Mountain à titre de député du Parti progressiste du Canada de 1925 à 1930.

## Biographie
Né dans le Florence (aujourd'hui Dawn-Euphemia (en)) en Ontario, Fansher est le fils de Franklin Fansher et Lucy McLellan. En 1904, il épouse Alice Dorcas Osborne. S'installant à Regina l'année suivante, il opère la centrale d'éclairage de la ville. En 1906, il s'installe sur une ferme à Govan où il participe la création de la Saskatchewan Wheat Pool (en), de la compagnie rurale de téléphone, de la Govan Credit Union et de la coopérative locale. Élevant du bétail, il est nommé Canada's Clover King par le magazine Maclean's.
Élu en 1925, il est défait en 1930 et à nouveau en 1935 et en 1940. Il meurt à Regina à l'âge de 81 ans.
Son frère Burt Wendell Fansher a également siégé à la Chambre des communes à titre de député progressiste de la circonscription ontarienne de Lambton-Est.